# Вольное (Нижнесерогозская поселковая община)
Вольное (укр. Вільне) — село в Нижнесерогозской поселковой общине Генического района Херсонской области Украины.
Население по переписи 2001 года составляло 587 человек. Почтовый индекс — 74732. Телефонный код — 5540. Код КОАТУУ — 6523882001.

## Местный совет
74732, Херсонская обл., Нижнесерогозский р-н, с. Вольное, ул. Центральная, 7

## История
С 18 ноября 2008 года обрело статус посёлка.
В 2022 году, во время вторжения России на Украину, село было захвачено. На данный момент находится под оккупацией ВС РФ.